# 김태균 (희극인)
김태균(金泰均, 1972년 9월 16일~)은 대한민국의 개그맨 출신 방송인, 가수이다.
1993년 연극배우로 데뷔하였다. 1994년 7월 MBC 5기 공채 개그맨에 합격하였으며, 이후 정성한, 정찬우와 함께 컬트 삼총사라는 이름으로 개그 뮤지컬 그룹 활동을 시작했는데 이에 앞서 1991년 7월 SBS 1기 탤런트 시험에 응시했으나 복장 불량 탓인지  탈락했고 천식 때문에  의가사제대했다. 그 후 정성한이 탈퇴한 이후에는 컬투라는 이름으로 활동 중이며, 2018년 4월 16일부터는 정찬우의 공황장애로 인한 방송 중단 때문에 김태균 본인만 활동을 하고 있는 상태이다. 2006년에는 여성 보컬 김미려를 영입, 하이봐라는 그룹으로 활동하기도 했다.
2006년 5월부터 SBS 파워FM 두시탈출 컬투쇼의 진행자를 맡고 있다.

## 학력
- 월곡초등학교 졸업
- 남대문중학교 졸업
- 동성고등학교 졸업
- 서울예술전문대학 방송연예학과 전문학사
- 경희사이버대학교 호텔경영학과 학사

## 방송 활동

### TV
- 1994년: MBC 오늘은 좋은 날
- 1995년: MBC 젊음의 다섯 마당
- 1998년: KBS2 가족오락관 게스트
- 2003년~2010년: SBS 웃음을 찾는 사람들
- 2010년: MBC 스페셜 도시의 유인원 - 내레이션
- 2010년~2019년: KBS2 대국민 토크쇼 안녕하세요 진행자
- 2012년: 지식콘서트 내일 진행자
- 2013년: 컬투의 베란다쇼 진행자
- 2014년: 컬투의 어처구니 진행자
- 2014년: 채널A 압도적 7 진행자
- 2015년~2019년: SBS 영재 발굴단 진행자
- 2015년: MBC 《미스터리 음악쇼 복면가왕》- 냉혈인간 사이보그
- 2015년: SBS 바람의 학교 - 내레이션
- 2016년~2018년: TV조선 NEW 코리아 헌터 - 내레이션
- 2019년: KBS2 옥탑방의 문제아들 - 게스트
- 2020년: MBC 구해줘! 홈즈 - 게스트
- 2020년: U+ TV 아이들나라와 함께하는 엄빠교실 진행자
- 2023년: JTBC 아는형님 게스트
- 2024년: MBC 생방송 연금복권 720+

### 라디오
- 2006년 5월 1일~: SBS 파워FM 두시탈출 컬투쇼

## 방송 외 활동

### 영화
- 2001년: 빨간 피터의 고백
- 2001년: 별주부 해로
- 2004년: 귀여워 ... 토크쇼 출연자 역
- 2011년: 원더풀 라디오
- 2011년: 체포왕 ... 목소리 출연〔컬투〕 역
- 2012년: 몬스터 호텔 ... 미이라/할머니 그램린/콰지모도 한국어 더빙
- 2013년: 썬더와 마법저택 ... 잭/카를라/라산드라 한국어 더빙
- 2016년: 날, 보러와요 ... 라디오 목소리〔컬투〕 역
- 2017년: 몬스터 패밀리 ... 드라큘라 한국어 더빙

### 드라마
- 2008년~2009년 SBS 《가문의 영광》 ... 형사 역

### 광고
- TU미디어
- 00770
- 맛있는 두유 GT
- 엠게임 쌩뚱맞고 / 포커
- KB증권
- 진짜진짜 라면
- 이비가 짬뽕
- 건양사이버대학교 홍보 모델 2021년, 2022년

### 뮤직비디오
- 리쌍 - 광대(정찬우와 동반 출연)

### 서적
- 2021년: 이제 그냥 즐기려고요

## 가수 활동

### 컬트 삼총사
- 멤버: 김태균, 정성한, 정찬우
  - 1997년 1집 사랑은 야야야
  - 1998년 2집 Over Girl
  - 1999년 3집 어설픈 엘비스와 살찐 마돈나의 사랑
  - 2000년 4집 Dancing Love

### 컬투
- 멤버: 김태균, 정찬우(컬트 삼총사에서 정성한이 탈퇴)
  - 2003년 1집 선수 입장

### 하이봐
- 멤버: 김태균, 정찬우, 김미려
  - 2006년 1집 생일

## 가족
- 처: 이지영(1976년생) 
  - 장남: 김범준(2006년 8월 11일생)